# Tombe des petites Fleurs

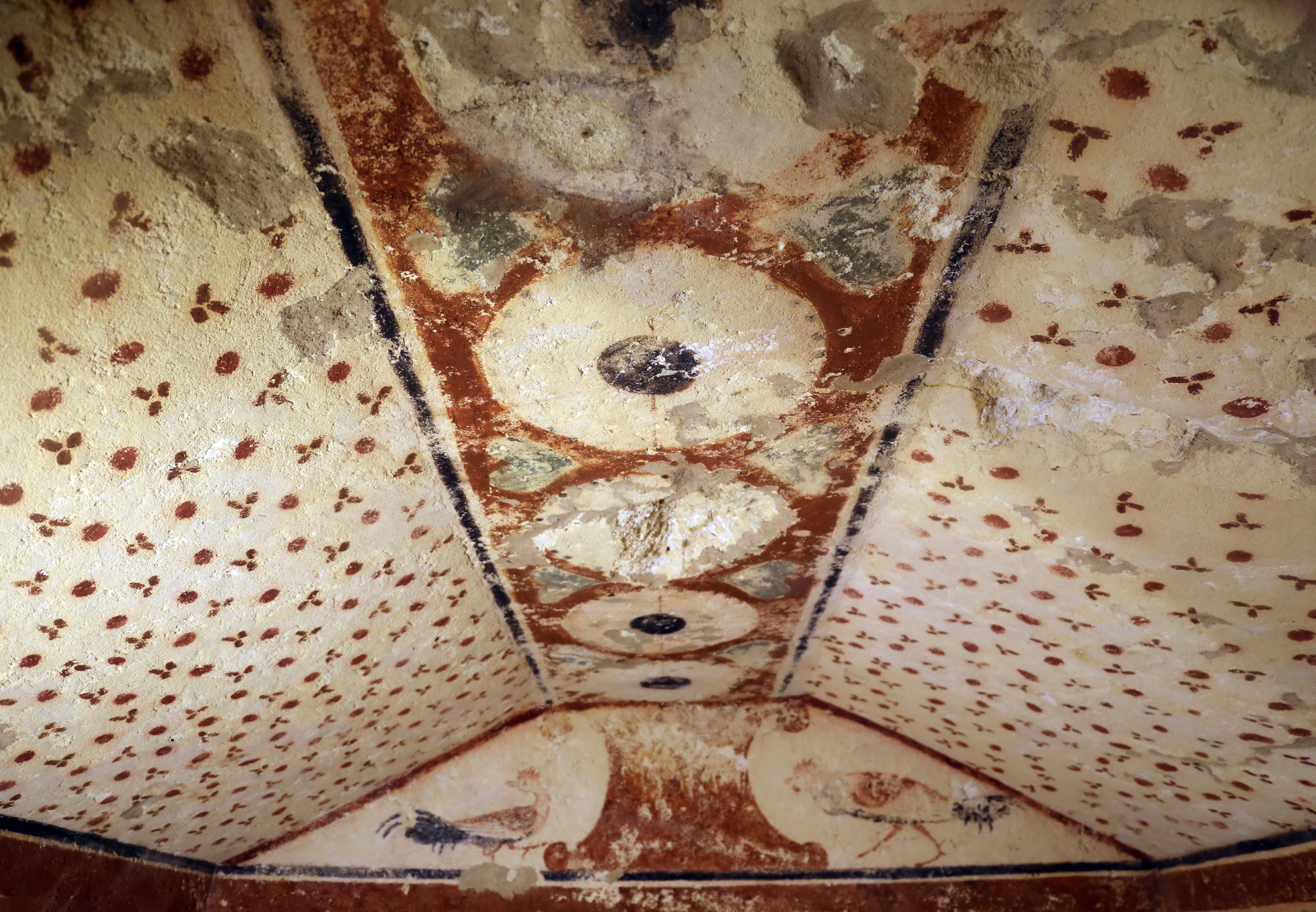
Plafond

La  Tombe des petites Fleurs (Tomba dei Fiorellini en italien) est l'une des tombes peintes étrusques, datée de la seconde moitié du  Ve siècle av. J.-C., de la  nécropole de Monterozzi, proche de la ville de Tarquinia. 

## Histoire
La tombe a été découverte en 1960 et prend son nom du décor du plafond constitué de petites fleurs, à trois pétales, alternées avec des petits cercles rouges.

## Description
La tombe à hypogée accessible par un dromos, est à une unique chambre de type a camera (à plafond à deux pentes et poutre centrale simulée). Sur les deux côtés de la voûte, des petits cercles rouges alternent avec des petites fleurs à trois pétales. Une grande frise parcourt tout le périmètre de la pièce, délimitant le plafond des fresques murales. Sur le fronton de la paroi du fond, de chaque côté du columen, deux coqs rouge-noir sont prêts à s'affronter et en dessous de la frise se situe une fresque représentant un couple semi-allongé qui banquette, servi par deux jeunes garçons nus. Sur les parois latérales, des hommes et des femmes dansent, accompagnés d'un joueur de flûte.

## Sources
- Voir liens externes